# Женишек, Георгий Владимирович
Георгий Владимирович Женишек (31 марта 1922, Ирбит, Пермская губерния — 23 июня 2000, Челябинск) — советский игрок в хоккей с шайбой и с мячом, футболист, хоккейный и футбольный тренер. Хоккейный арбитр всесоюзной категории (1963).

## Биография
Родился 31 марта 1922 года в Ирбите. В возрасте четырнадцати лет устроился на работу на завод, где в 1938 году начал играть в хоккей с мячом, тренер — Владимир Михайлович Чепелев. С 1939 года выступал в хоккее с мячом и футболе за команду «Родина» (Златоуст). Во время Великой Отечественной войны служил в тылу, в строительном батальоне. С 1945 года выступал за «Динамо» (Челябинск).
В 1947 году дебютировал в хоккее с шайбой в составе челябинского клуба «Дзержинец» (позднее «Авангард», ныне «Трактор»), где играл вплоть до 1954 года. Автор первой шайбы своего клуба в высшей лиге. В качестве игрока провёл в высшей лиге более 80 матчей и забил 47 шайб в ворота. Входил в сильнейшую тройку нападения челябинской команды вместе с В. Шуваловым и Н. Эпштейном. Обладал быстротой, энергией, в результате чего фактически все удары по воротам достигали своей цели — шайбы оказывались в воротах.
В футболе выступал за челябинские «Динамо» (1946—1948, 1951—1953), «Дзержинец» (1949—1950), «Авангард» (1953—1954). Серебряный призёр зонального турнира третьей группы (1946), позднее также выступал в классе «Б».
Закончив спортивную карьеру, остался в хоккее, но уже в качестве арбитра. Начиная с 1959 года, судил матчи первенства СССР. В 1963 году включён в список лучших хоккейных арбитров СССР.
Также работал тренером по футболу («Локомотив» Челябинск, 1957) и хоккею (команда Миасского машиностроительного завода, ЧТПЗ Восход — 1958/59).
С 1970-х годов работал инструктором по физкультуре в средней школе, затем — во дворце спорта «Юность».
Скончался 23 июня 2000 года в Челябинске. Похоронен на Успенском кладбище.

## Личная жизнь
Являлся этническим чехом. Отец, преподаватель музыки и немецкого языка, был расстрелян в 1938 году. Дед по материнской линии, священник, также подвергался репрессиям.